# Tobel (Gemeinde Mittelberg)
Tobel ist ein Ort im Kleinwalsertal in Vorarlberg und gehört zur Gemeinde Mittelberg im Bezirk Bregenz.

## Geografie
Der Ort befindet sich 36½ Kilometer südwestlich von Bregenz, zwischen den Nordwestlichen Walsertaler Bergen und den Südöstlichen Walsertaler Bergen der Allgäuer Alpen, im oberen Kleinwalsertal, halbwegs zwischen Hirschegg und Mittelberg, von beiden je 1 Kilometer entfernt.
Der liegt auf um die 1180 m ü. A. Höhe rechts oberhalb der Breitach, dem Hauptfluss der Talung, entlang der L201 Kleinwalsertalstraße am Fuß des Heubergs (1795 m ü. A.).
Der Ort umfasst um die 25 Gebäude, die teilweise als Weiler zur Ortschaft Hirschegg, teils als Rotte zur Ortschaft Mittelberg gehören.
| Oberhirschegg | Dürenboden                                  |             |
| Rohr          | Kompassrose, die auf Nachbargemeinden zeigt | Nebenwasser |
|               | Ahorn                                       | Höfle       |

## Sehenswürdigkeiten
Im Ort steht noch ein altes, gut erhaltenes charakteristisches Walserhaus (Bauernhaus Tobel 2). Es  steht unter Denkmalschutz, ist als bewohnt aber nur von außen zu besichtigen.

## Nachweise
- 80228 – Mittelberg. Gemeindedaten der Statistik Austria